# Montalto Uffugo
Montalto Uffugo är en ort och kommun i provinsen Cosenza i regionen Kalabrien i Italien. Kommunen hade 20 491 invånare (2018).